# Wiebke Ahrndt
Wiebke Ahrndt (* 6. November 1963 in Braunschweig) ist eine deutsche Ethnologin und Hochschullehrerin. Seit 2002 ist sie Direktorin des Überseemuseums in Bremen. Als Professorin arbeitet sie seit 2006 an der Universität Bremen im Institut für Kunstwissenschaft und Kunstpädagogik.

## Leben
Nach zwei Semestern in Braunschweig studierte Wiebke Ahrndt ab 1984 an der Georg-August-Universität Göttingen Ethnologie, Alte Geschichte sowie Ur- und Frühgeschichte. Ein Jahr Studium an der US-amerikanischen University of California, Los Angeles schloss sich an. In Bonn beendete Ahrndt das Studium mit dem Magister. 1995 erfolgte die Promotion. Schwerpunkt ihrer Studien war die Ethnologie des Alten Amerika. Von 1996 an absolvierte sie ein wissenschaftliches Volontariat am Museum für Völkerkunde in Hamburg. Im Rahmen eines Austausches der Deutschen Forschungsgemeinschaft in Mexiko vertiefte sie ihr Amerika-Wissen. Anschließend arbeitete sie in Basel freiberuflich an Ausstellungskonzeptionen und fest angestellt als Kuratorin. 2002 wechselte sie nach Bremen an das Übersee-Museum. Am 11. Mai 2022 wurde sie zur Präsidentin des Deutschen Museumsbundes gewählt.

## Werke
- mit Ilka Backmeister-Collacott, Peter-René Becker, Dunja Brill, Dorothea Deterts, Wolfgang Freund: All about Evil – Das Böse. Katalog zur Ausstellung des Überseemuseums Bremen, 2007–2008. (Hrsg.: Silke Seybold)
- mit Andreas Lüderwaldt und Peter-Rene Becker: Asien. Kontinent der Gegensätze. Katalog zur Dauerausstellung im Übersee-Museum Bremen ab 2006. von Zabern, Mainz am Rhein 2006
- (Red.:) Ozeanien. Lebenswelten in der Südsee. Ausstellungstexte. Überseemuseum Bremen. Überseemuseum, Bremen 2003
- (AutorInnenkollektiv:) Indianer der Plains und Prärien. Texte und Fotos. [Ausstellung im Museum für Völkerkunde, Hamburg, vom 31. Oktober 1996 – 31. August 1997], Hrsg.: Museum für Völkerkunde Hamburg, Museum für Völkerkunde, Hamburg 1997
- Rote Wolke, Blaues Pferd. Bilder aus dem Leben der Sioux. [Ausstellung: Museum für Völkerkunde, Hamburg]. Christians, Hamburg 1997, ISBN 3-7672-1277-3.

## Einzelbelege
1. ↑  Zeit online vom 11. Mai 2022: Führungswechsel. Bremer Direktorin führt künftig den Museumsbund, abgerufen am 11. Mai 2022

| Personendaten    | Personendaten                             |
| ---------------- | ----------------------------------------- |
| NAME             | Ahrndt, Wiebke                            |
| KURZBESCHREIBUNG | deutsche Ethnologin und Hochschullehrerin |
| GEBURTSDATUM     | 6. November 1963                          |
| GEBURTSORT       | Braunschweig                              |